# Gypsy Melody
Gypsy Melody é um filme de comédia musical britânico lançado em 1936. Dirigido por Edmond T. Gréville, foi protagonizado por Lupe Vélez, Alfred Rode e Jerry Verno. Foi feito em Elstree Studios.
Se trata de uma refilmagem do filme francês de 1935, Juanita.